# 草思社
株式会社草思社（そうししゃ）は、日本の出版社。

## 概要
主として一般向けの人文・社会科学系統の本を出版する。谷川俊太郎訳・堀内誠一画の『マザー・グースのうた』や川島令三の『全国鉄道事情大研究』シリーズ、徳大寺有恒の『間違いだらけのクルマ選び』シリーズの刊行で知られる。
2008年1月9日に民事再生法の適用を申請。負債額は約22億5000万円。162万部のミリオンセラーを記録した『声に出して読みたい』以降、50万部を超える書籍が出版できなかったことや、単行本だけを刊行していたことが影響しているという。その後も営業は継続し、2月には再建計画を提出、同年7月30日より文芸社の完全子会社として再発足した。
2011年2月、文庫レーベル「草思社文庫」を発足させた。

## 脚注

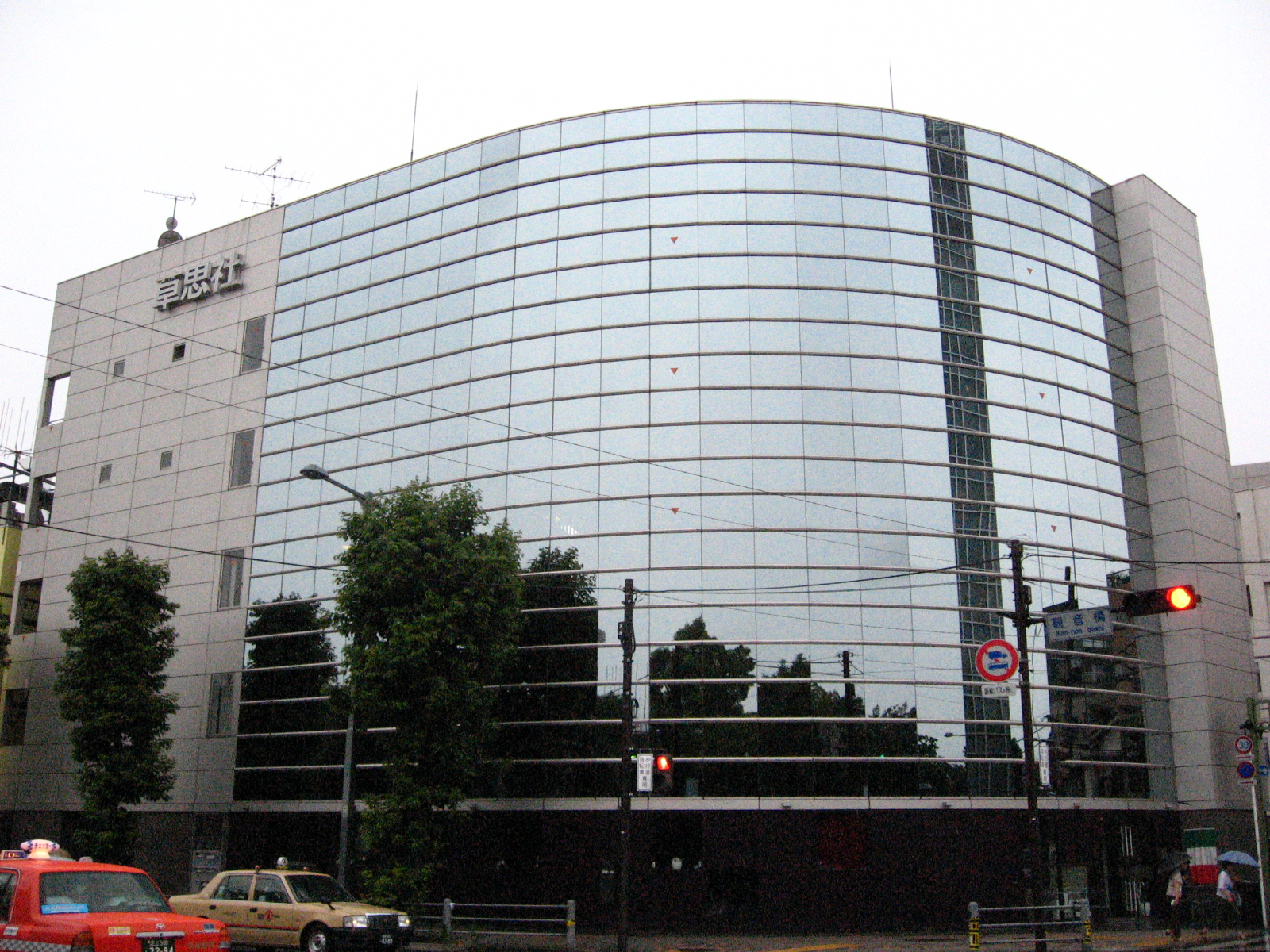
渋谷区千駄ヶ谷に所在していた初代本社ビル（豊島区巣鴨移転後の2010年7月撮影）

## 沿革
- 1968年 - 加瀬昌男によって設立される[3][5][6]。
- 1975年 - 谷川俊太郎訳・堀内誠一画『マザー・グースのうた』第1集 - 第3集を刊行。翌1976年刊行の第4集・第5集も併せて100万部を超えるベストセラーとなる[1]。
- 1976年 - 徳大寺有恒著『間違いだらけのクルマ選び』を刊行。続編も併せて100万部を超えるベストセラーとなる[要出典]。
- 2002年4月1日 - 創業者である加瀬が社長職を退き会長に就任。専務取締役の木谷東男が代表取締役社長に就任。
- 2006年1月 - 年2回刊行されていた徳大寺有恒著『間違いだらけのクルマ選び』が終了。同『最終版』を出版。
- 2007年12月 - 本社を移転し、Webマガジン「Web草思」の運営を停止[3]。
- 2008年1月9日 - 東京地方裁判所に民事再生法の適用を申請[3]。
- 2008年6月10日 - 再生計画が認可される[7]。
- 2008年7月30日 - 再建策として文芸社全額出資となり、同社の完全子会社となる[4]。社長には文芸社取締役販売部長の古内敏章が就任した[4]。
- 2008年11月17日 - 豊島区巣鴨に本社を移転。
- 2011年3月10日 - 新宿区新宿に本社を移転。

## 主な出版物
自社のPR雑誌『草思』を刊行している。
『マザー・グースのうた』、『間違いだらけのクルマ選び』以外のベストセラーとして、ポール・ケネディ『大国の興亡』、クリフォード・ストール『カッコウはコンピュータに卵を産む』、齋藤孝『声に出して読みたい日本語』、金完燮『親日派のための弁明』、川島令三『全国鉄道事情大研究』シリーズ、横田早紀江『めぐみ、お母さんがきっと助けてあげる』『めぐみへ 横田早紀江、母の言葉』などがある。